# Szehebré
Szehebré az ókori egyiptomi XIV. dinasztia egyik uralkodója. Három vagy négy évig uralkodott, i. e. 1700 körül. Kim Ryholt, Jürgen von Beckerath és Darrell Baker szerint dinasztiája ötödik uralkodója volt. Avariszból uralkodott a Nílus-delta keleti és talán nyugati része fölött.

## Említései
Szehebré kizárólag a torinói királylistáról ismert, melyet a XIX. dinasztia idején állítottak össze, több mint 400 évvel Szehebré uralkodása után. A papirusz legújabb olvasata szerint, neve a 9. oszlop 4. sorában szerepel (Ryholt olvasatának Gardiner és von Beckerath olvasata szerint a 8. oszlop 4. sora felelt meg). Szehebrének a lista 3–4 év, ismeretlen számú hónap és 1 nap uralkodási időt tulajdonít.

## Személyazonossága
Szehebrének kortárs említése nem ismert, de Ryholt rámutat, hogy ez szokatlan annak tekintetében, hogy dinasztiája többi uralkodójához képest viszonylag hosszú ideig volt hatalmon – 3–4 évnyi uralkodása a leghosszabbnak számít a XIV. dinasztiában, csak közvetlen utódja, Merdzsefaré ért el ugyanennyit. Ehhez képest rövidebb ideig hatalmon lévő királyoknak, például az egy évig uralkodó Neheszinek számos korabeli említése maradt fenn. Ryholt ezért feltételezi, hogy Szehebré azonos lehet a dinasztia egy másik uralkodójával, talán Uadzseddel vagy Senehhel, akiknek számos említésük fennmaradt, de a torinói papiruszon nem szerepelnek.

## Fordítás
- Ez a szócikk részben vagy egészben  a   Sehebre című angol Wikipédia-szócikk ezen változatának fordításán alapul.  Az eredeti cikk szerkesztőit annak laptörténete sorolja fel. Ez a jelzés csupán a megfogalmazás eredetét és a szerzői jogokat jelzi, nem szolgál a cikkben szereplő információk forrásmegjelöléseként.